# Eva Adamcová
Eva Adamcová, coniugata Křížová, e successivamente Fortuníková (Praga, 20 ottobre 1966), è un'ex cestista cecoslovacca.

## Carriera
Con la Cecoslovacchia ha disputato i Giochi olimpici di Seul 1988, i  Campionati mondiali del 1990 e quattro edizioni dei Campionati europei (1985, 1987, 1989, 1991).